# Lasith Malinga
Lasith Malinga är en lankesisk cricketspelare, född 28 augusti 1983 i Galle, Sri Lanka. Han är kastare, och är känd för sin speciella stil som sägs bero på att han lärde sig spela cricket med tennisbollar. I VM i cricket 2007 blev han den förste spelaren som tog fyra wickets på fyra raka kast i en internationell cricketmatch. Hans smeknamn är Slinga Malinga.